# Krebskolonie
Krebskolonie ist das zweite Album der Thüringer Dark-Metal-Band Eisregen und wurde – wie sein Vorgänger Zerfall – im Jahr 1998 veröffentlicht.

## Entstehung
Das Album ist das erste mit Violinistin Theresa „2T“ Trenks, die damals im selben Wohnblock wie der Gitarrist Michael Lenz lebte. Seitdem ist die Violinenbegleitung fester Bestandteil in der musikalischen Konzeption der Band.
Im Booklet der Veröffentlichung wurde bereits der Titel für das nächste Album Leichenlager angekündet, das 2000 erschien. Seitdem findet sich auf jedem Album bereits der Titel des nächsten Werkes angekündigt.

## Titelliste
1. Vorabend der Schlacht – 6:26
2. Nachtgeburt – 1:57
3. Scharlachrotes Kleid – 5:27
4. Krebskolonie – 7:35
5. Für Euch, die Ihr lebt – 2:54
6. Das kleine Leben – 8:54
7. Blass-blaue Lippen – 4:15
8. Abglanz vom Licht – 5:37
9. Futter für die Schweine – 4:25
10. T.H.Ü.R.I.N.G.E.N. – 4:20

### Vorabend der Schlacht
Das Lied beginnt mit dem Geräusch von Regen, das dann von dem Gellen einer Sirene begleitet wird. Das Lied handelt von einem Krieger, der am Vorabend der Schlacht noch einmal über sein bisheriges Leben nachdenkt und darüber, zu welchem Menschen ihn der Krieg gemacht hat:

„Meine Jugend verlor ich im Krieg

Meine Unschuld vom Blut der Feinde fortgewaschen

Ihre Todesschreie töten einen Teil von mir

Bis nur noch blieb, was ich jetzt bin“

Am nächsten Morgen sattelt er sein Pferd und reitet in die Schlacht, wo er schließlich fällt.

### Nachtgeburt
Nachtgeburt beginnt mit Rabenkrächzen und beschreibt wie ein Mann sich von seiner Partnerin bis zum Tode foltern lässt. In der Nacht jedoch wird er wiedergeboren, kehrt zu ihr zurück und tut dasselbe nun an ihr.
Das Lied wird im Indizierungsbericht aufgrund der als „grausam und sadistisch“ bezeichneten Darstellungen wie etwa das Abziehen der Haut in Streifen oder das Einschlagen von tausend Nägeln in den Leib erwähnt. Eine Live-Version des Lieds ist auf Lager Leipzig, einem Videomitschnitt des Auftritts auf dem Wave-Gotik-Treffen, zu hören.

### Krebskolonie
Das titelgebende Lied handelt von einem Virus, der über den Ozean ins Land kam und sich schnell verbreitete. Um die Ausbreitung zu verhindern, wurden ganze Landstriche von den Regierungen entvölkert und die Infizierten in sogenannte Krebskolonien gebracht. Der Protagonist ging freiwillig in die Kolonie, als er die Symptome an sich entdeckte und wandert in dem abgesperrten Gebiet nachts an den Leichenbergen vorbei. Jeden Abend werden Leichen in die Kolonie gebracht, von denen sich der Protagonist in seiner Not ernährt. Da er weiß, dass er bald durch das Virus sterben wird, tötet er am Rande der Kolonie eine Wache, nimmt die Waffen an sich und schießt in der Stadt auf alles, was ihm in den Weg kommt. Schließlich tötet er sich selbst durch einen Kopfschuss.
Im Indizierungsbericht wurde das Lied wegen der Beschreibung von Kannibalismus erwähnt. Roth äußerte sich zu den Vorwürfen folgendermaßen:

„Der Text handelt davon, daß in der Zukunft ein Virus ausbricht, der immer mehr Menschen befällt und gegen den es kein Gegenmittel gibt, weshalb dann die Infizierten in Kolonien gesteckt und das eigentliche Problem ignoriert wird. Man sollte es eher darauf beziehen, daß es auch in unserer Gesellschaft passiert, daß Minderheiten ausgegrenzt werden. Auch wenn es eine extreme und krasse Geschichte ist, heißt das nicht, daß ich damit irgendwelche gesellschaftspolitischen Anmerkungen machen will. Wer es sich nicht genau durchliest, wird es sicher falsch auffassen, aber ich habe es nicht darauf angelegt.“

Obwohl das Lied den Titel Krebskolonie trägt, erinnern nicht alle im Lied beschriebenen Symptome an eine Krebserkrankung. Zwar gibt es auch Krebs auslösende oder die Wahrscheinlichkeit einer Krebserkrankung erhöhende Virusinfektionen (beispielsweise bei HIV/Aids) und werden sich am Leib des Protagonisten bildende Metastasen erwähnt, die weiteren im Lied beschriebenen Symptome des fiktiven Virus, bei denen die Leiber der Infizierten verfaulen und immer mehr zerfallen, jedoch erinnern mehr an Krankheiten wie Lepra.

### Für Euch, die ihr lebt
Das Lied ist aus der Sicht eines höheren Wesens geschrieben, welches abwertend auf die Menschen hinabblickt, jedoch am Ende in gewisser Weise davon beeindruckt ist, wie die Menschen einen Krieg nach dem anderen führen. Erwähnt werden dabei die Kriege in Vietnam, Irak und Jugoslawien, wo das Wesen mitwirkte. Am Ende sagt das Wesen noch, dass die Menschheit mit Sicherheit bald einen neuen Kreuzzug führen wird.

### Das kleine Leben
Thematisch geht das Lied stark in die Richtung des Pest-Zyklus auf dem Vorgänger-Album Zerfall. So wird auch hier die Grausamkeit der Pest gezeigt, wobei der Protagonist wie auch im Pest-Zyklus der einzige der Familie ist, der noch am Leben ist:

„Meine Familie ist bereits von mir gegangen

Vor wenigen Tagen, als der Schnitter sie rief

Die Leichen brannten mit den anderen

Die Asche im Wind ist, was von ihnen blieb“

Seinen Glauben an Gott hat der Protagonist inzwischen auch verloren, ebenso sieht er, dass die Pest nun alle Menschen gleichgemacht hat und dass der Adel nun dieselben Probleme wie das gemeine Volk hat. Da er es in der Stadt nicht mehr aushalten kann, geht er nach draußen vor die Stadt, in die Kälte, wo er eine Stimme vernimmt, die ihn ruft. Er folgt ihr immer weiter in die Kälte, bis er auf eine Frau trifft, mit der er Geschlechtsverkehr hat. Nach Vollendung des Aktes ist sie tot und der Protagonist trägt nun die Saat der Pest in sich und zieht als ihr Bote weiter, bis auch sein kleines Leben beendet sein wird.

### Futter für die Schweine
In diesem Lied wird beschrieben, wie ein Protagonist am Bahnhof zwei Prostituierte aufgabelt, mit Chloroform betäubt, in einen Schweinemastbetrieb bringt und beide in einer Futtermühle (übergroßer Fleischwolf) zu Schweinefutter zermahlt, wobei er ihre Leiden besonders genießt. Der Song greift zudem die Gräueltaten des kanadischen Serienmörders Robert Pickton auf. Der zwischen 1983 und 2002 rund 49 Frauen (größtenteils Prostituierte) getötet und an seine Schweine verfüttert haben soll.
Als menschenverachtend wurde besonders die Stelle am Ende des Liedes aufgefasst, die so gedeutet wurde, dass die Band der Meinung sei, das Leben einer Prostituierten sei nicht mehr wert, als zu Schweinefutter verarbeitet werden:

„So erfüllt ihr Leben noch einen guten Zweck

Als Futter für die Schweine

Wenigstens ihr toter Leib hat seinen Wert

Als Futter für die Schweine

Eine Hure noch ist übrig in dieser Nacht

Als Futter für die Schweine“

Am Ende des Liedes ist noch ein untermalendes Schweinegrunzen zu hören.

### T.H.Ü.R.I.N.G.E.N.
Bei dem Lied handelt es sich einerseits um eine starke Hervorhebung des Landes Thüringen, jedoch weist es andererseits auch starke gesellschaftskritische Tendenzen auf. Roth äußerte sich in einem Interview auch zu der Frage, ob es sich um ein politisches Statement handelt:

„Nee, auf keinen Fall, mit der rechten Szene haben wir absolut nichts zu tun. ‚Thüringen‘ waren einfach ein paar Gedanken zu dem Land in dem wir leben. Ich meine, wer den Text durchliest, der wird absolut keine rechten Tendenzen rauslesen können. Es sind einfach Gedanken und Betrachtungen über unser Heimatland, aber nicht auf die nationalistische Art. Wenn wir nun in Bayern oder Niedersachsen wohnen würden, würde der Song halt auch so heißen.“

Das Lied T.H.Ü.R.I.N.G.E.N. wurde 2005 unter dem Namen Thüringen 2005 neu vertont und auf dem Mini-Album Hexenhaus zum zehnjährigen Bestehen der Band veröffentlicht.

## Indizierung
Seit dem 7. August 2003 ist Krebskolonie in Deutschland indiziert. Gründe für die Indizierung sind die von der Bundesprüfstelle für jugendgefährdende Medien (BPjM) als verrohend und gegenüber Themen wie Kannibalismus (Krebskolonie), Folter (Nachtgeburt) und Nekrophilie (Blass-blaue Lippen) unkritisch angesehenen Texte. Das Lied Futter für die Schweine wurde von der BPjM als menschenverachtend bzw. frauenverachtend angesehen:

„Dieses Lied weist daneben auch Bezüge zur Frauenfeindlichkeit auf. So ist der Sänger der Meinung, dass das Leben einer Prostituierten so gering zu schätzen sei, dass sie nur als Schweinefutter tauge.“

Damit werden Sänger und Erzähler gleichgesetzt. In Interviews gab der Sänger und Textschreiber Michael Roth andere Intentionen an:

„Die Menschheit nimmt sich prinzipiell immer viel zu wichtig und stellt sich eben immer an die Spitze der Nahrungskette […]. Es war einfach ganz interessant, daß man mal ein Wesen darüberstellt. Den Mensch eben auch mal zum Futter degradiert […]. Das Thema hab ich auch wieder bei ‚Futter für die Schweine‘ aufgegriffen, daß sich die Nahrungskette eben mal anders darstellt, als sie gemeinhin aufgefaßt wird. Die Geschichte ist aus einer ziemlich kranken und zynischen Sicht geschrieben.“

Am 28. und 29. November 2008 wurde anlässlich des zehnten Jubiläums der Album-Veröffentlichung jeweils ein Auftritt im Leipziger Club Hellraiser veranstaltet, bei dem sämtliche Titel des Albums in leicht veränderter textlicher Konzeption und zusätzlich Lieder anderer Veröffentlichungen gespielt wurden. Zusätzlich wurde ein Live-Mitschnitt namens Bühnenblut als Doppel-CD und Doppel-LP veröffentlicht.
Im Dezember 2023 wurde die vorzeitige Listenstreichung des Albums abgelehnt. Grund dafür war das Lied „Futter für die Schweine“, das weiterhin als jugendgefährdend angesehen wird.

## Rezeption
Das Album gilt in Fan-Kreisen heute als eines der besten Werke Eisregens. Michael Roth meinte 2008 zum Album, dass die alten Lieder einzuproben „stellenweise alles andere als Spaß [sei]“, zudem sei es „sehr wirr, [besitze] kaum Wiederholungen“ und auch das Songwriting sei aus heutiger Sicht seltsam. Weiter meinte er, dass er die „neuen Sachen wesentlich lieber“ möge, da er sich in der Gegenwart wohlfühle und „manche Fans […] lieber in der Vergangenheit [leben]“. Die Eisregen- und Eisblut-Werke zusammengenommen setzte er Krebskolonie auf Rang 7, den letzten Platz belegte Leichenlager.
2018 meinte auf der Seite time-for-metal.de René W. – mit Hinblick auf die späteren Werke der Gruppe –, dass Krebskolonie und Leichenlager bis heute noch „Meilensteine der deutschen Band, wo ihre brutalste und brachialste Seite an den Tag kam“, seien.

## Sonstiges
Ein Jahr später erschien die EP Fleischfestival. Das Lied Scharlachrotes Kleid erschien darauf in einer anderen, schneller gespielten Version, die als Version Schopfheim bezeichnet wird.
2003 wurde Krebskolonie mit der Fleischfestival-EP neu veröffentlicht; wegen Inhaltsgleichheit zu Krebskolonie ist diese Wiederveröffentlichung ebenfalls als indiziert anzusehen.
Auf dem 2007 veröffentlichten Album Blutbahnen findet sich mit dem Lied Zurück in die Kolonie eine thematische Fortsetzung zum titelgebenden Lied Krebskolonie.
Im April 2009 fand ein zweitägiges Eisregen-Konzert statt, bei dem auf dem zweiten Tag das vollständige Album gespielt wurde. Text und Musik wurden, damit es nicht als inhaltsgleich gilt, geringfügig verändert. Der Mitschnitt wurde auf dem Live-Album Bühnenblut – Live in Leipzig veröffentlicht. Die Titel wurden dort auch mit anderen Namen angegeben, aus Vorabend der Schlacht wurde etwa Endschlacht, aus Krebskolonie die Totfleischkolonie oder aus Abglanz vom Licht nun Zwielicht.
Auf der 2012 veröffentlichten Kompilation Krebskollektion fanden sich auf der ersten der beiden CDs von der Krebskolonie die Titel Vorabend zur Schlacht, Scharlachrotes Kleid, Für Euch, die Ihr lebt, Das kleine Leben, Abglanz vom Licht und T.H.Ü.R.I.N.G.E.N. (dort nun Thüringen geschrieben) – also jene Lieder, welcher damals bei der Indizierung nicht beanstandet worden waren.